# Jesús Suevos
Jesús Suevos Fernández-Jove (Ferrol, 12 dicembre 1907 – Madrid, 19 maggio 2001) è stato un giornalista, politico e dirigente pubblico spagnolo, noto per essere stato il primo direttore generale della Radiodifusión y Televisión spagnola (1956-1957), nonché 19º presidente dell'Atlético Madrid, nel 1955.

## Biografia
Jesús Suevos nacque a Ferrol ove si laureò in diritto e in lettere e filosofia. Nel marzo del 1935 divenne uno dei fondatori della Falange in Galizia, in un atto celebrato a Vilagarcía de Arousa, e fu nominato capo territoriale della suddetta formazione politica direttamente da José Antonio Primo de Rivera, di cui era amico stretto. Fu membro del I Consiglio Nazionale di Falange, nel quale il suo voto fu decisivo affinché il partito assumesse un capo unico, anziché affidare la direzione a un collegio di partito. Il comando fu pertanto assunto da José Antonio Primo de Rivera.
Nel luglio del 1936, con lo scoppio della guerra civile spagnola, è tra i fautori del golpe contro la Repubblica. Viene nominato capo di Falange a Pontevedra e direttore del quotidiano El Pueblo Gallego, che il Bando nacional aveva in precedenza sequestrato. Guidò le milizie della Falange durante la battaglia della Sierra de Guadarrama; fu rappresentante di Falange in Portogallo durante la Seconda guerra mondiale e fu corrispondente della Prensa del Movimiento a Parigi durante l'occupazione nazista. Occupò, altresì, importanti incarichi presso il Servicio de Información e Investigación e nel Servicio Exterior de Falange.
Fu direttore del settimanale Fotos, nonché collaboratore abituale del quotidiano falangista Arriba.
Il 17 giugno 1955, in seguito alle dimissioni di Luis Benítez de Lugo, fu nominato presidente dell'Atlético Madrid, ricoprendo l'incarico fino al dicembre dello stesso anno per poi essere sostituito da Javier Barroso. Durante la sua breve presidenza creò il Senado Atlético, formato dai primi cento soci del club.
Già direttore di Radiodifusión, il 1º gennaio 1956 assume per la prima volta l'incarico di direttore generale di Radiodifusión y Televisión spagnola. Nel 1957 ricevette il Premio nazionale di giornalismo Francisco Franco e fu capo del Sindicato Nacional del Espectáculo. Tra il 1961 e il 1962 fu direttore generale di Cinematografia e Teatro. Per circa quattordici anni vice sindaco di Madrid, salvo occuparne la carica nel periodo di transizione tra Carlos Arias Navarro e Miguel Ángel García-Lomas.
Fino al 1977 fu procuratore nelle Cortes Españolas e morì a Madrid il 19 maggio 2001.

## Riconoscimenti, Candidature e Distinzioni
- Gran Croce dell'Ordine di Cisneros.